# Koniczyna długokłosowa
Koniczyna długokłosowa (Trifolium rubens L.) – gatunek rośliny z rodziny bobowatych. Występuje w zachodniej i środkowej Europie. W Polsce rośnie rzadko na niżu i bardzo rzadko w górach. Na Czerwonej liście ujęty jako gatunek narażony. Jest to gatunek światłolubny; rośnie na suchych murawach, w widnych lasach i na ich skrajach, w zaroślach. Gatunek charakterystyczny (Ch.) dla: All. Geranion sanguinei R.Tx. 1961 – kserotermiczne zbiorowiska okrajkowe na siedliskach ciepłolubnych dąbrów. Kwitnie od lipca do sierpnia. Roślina nektarodajna.

## Morfologia

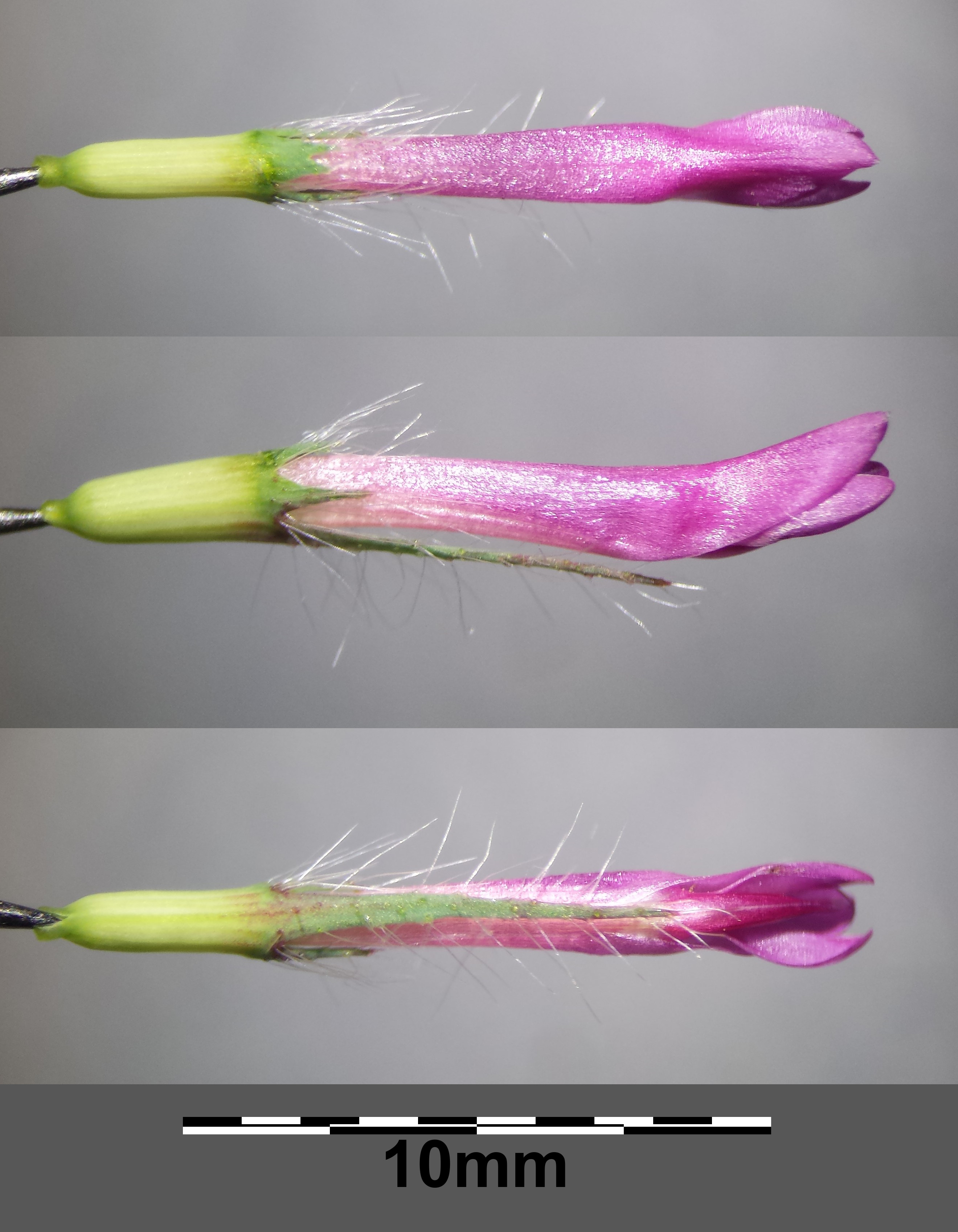
Kwiat

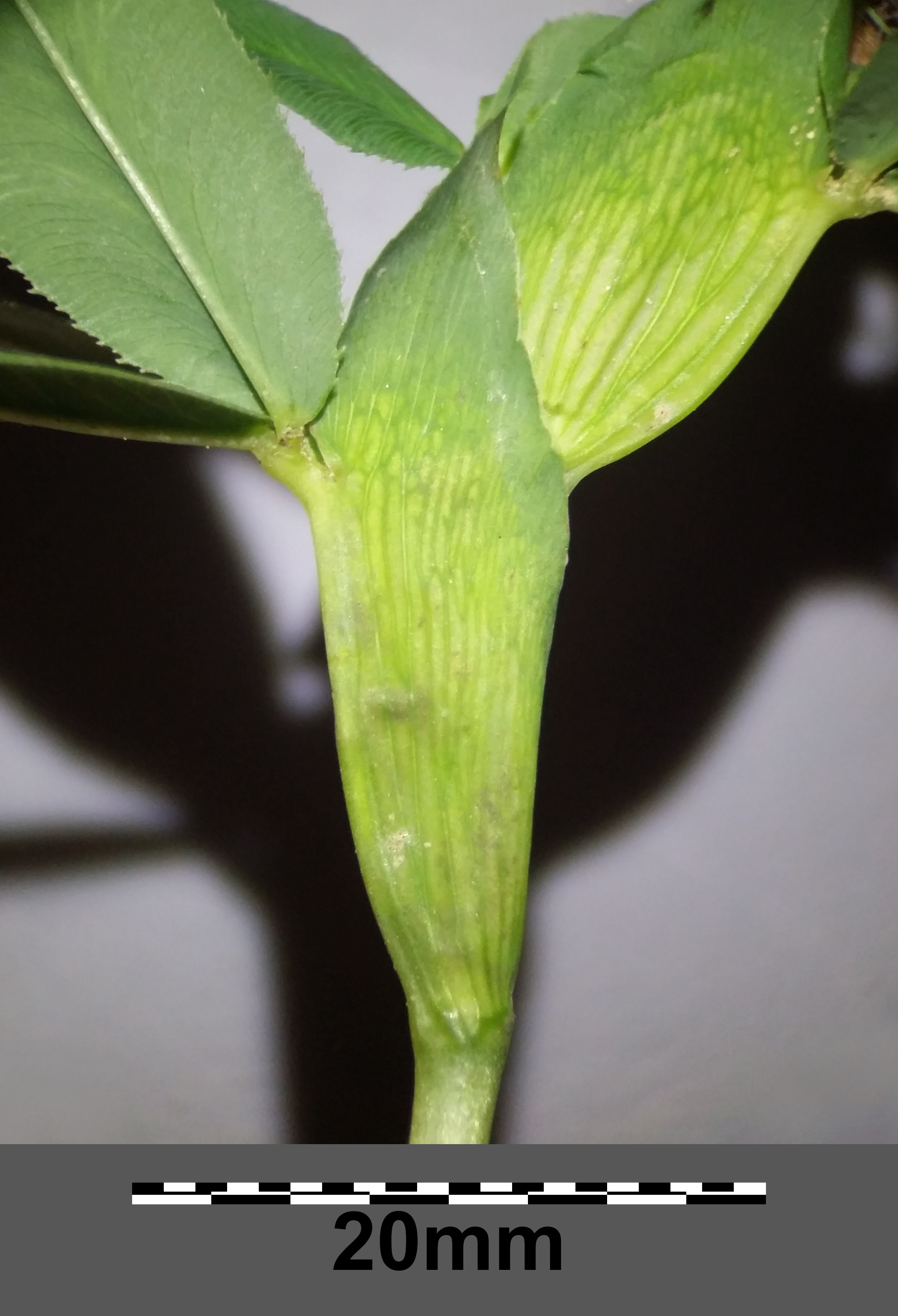
Przylistki

PokrójNaga bylina o ulistnionych, wzniesionych łodygach wysokości 30–60 cm. Rozrasta się przy pomocy krótkich kłączy.
LiścieNa pędzie wąskowalcowate, długości około 7 cm. Szerokie, duże lancetowate przylistki. Liście u dołu pędu na dłuższych ogonkach, wyżej na pędzie krótkoogonkowe.
KwiatySiedzące, główki jajowatowalcowate, purpurowe, wydłużone, przed rozkwitnięciem czubate, u nasady otoczone listkami. Kielich 20-nerwowy, listki kielicha ostro ząbkowane, prawie równe; rurka kielicha na zewnątrz naga.